# Dinazar Urbina Mata
Dinazar Urbina Mata (Villa de Tututepec, 19 de junio) es una cineasta mexicana indígena tu'un savi. Los temas que aborda en sus películas están relacionados con problemáticas sociales y comunitarias tales como son la sequía, la migración interna de mujeres, la discriminación, la explotación laboral, así como el abuso sexual.

## Formación
Es egresada de la licenciatura en comunicación social por la Universidad Autónoma Metropolitana Xochimilco, ha cursado talleres de dirección de actores: Técnicas Meisner/Mamet para directores y actores  en la Escuela Internacional de Cine y Televisión de San Antonio de los Baños, Cuba. Participó en la cuarta generación del taller de cine documental de Ambulante más allá y ha trabajado en colaboración con el IMCINE. 

## Filmografía
- Tawä’äktäjk (Para el andar), 2013, 16:03 minutos. Realización colectiva con: Sandra García Santiago, Rosalba Jiménez, Rubí Reyes Jarquín, Alexei Rivera López y Nancy Vásquez.
- Carrizos, 2016, 12 minutos[6]
- Siempre andamos caminando, 2017, 63 minutos[7]
- La vida en tinta (Realización colectiva con Cynthia Rodríguez  y Giselle Vega)
- La crème de la crème ( Realización colectiva en el taller DocForum)

## Premios y reconocimientos
Ha sido becaria del FONCA en la especialidad de guion cinematográfico.
Su obra compitió en la 11edición del Ecozine Film Festival en la categoría de ficción y ha sido expuesta en el 22º Tuor de cine francés, la novena edición del FICUNAM, así como en el FICM.
En el 2018 su cortometraje "Carrizos" obtuvo Mención especial / Mejor producción nacional en el 23° Festival Internacional de Cine para Niños (... y no tan Niños) de La Matatena A.C.